# Rutabaga
A Brassica napobrassica MILL., comummente conhecida como rutabaga, é uma planta crucífera (da família das couves) de raiz tuberosa e folhas comestíveis. Resulta do cruzamento entre a couve (Brassica oleracea var. viridis) e o nabo (Brassica rapa). Cultiva-se especialmente no norte da Europa e América do Norte, onde integra a gastronomia popular. No sul da Europa o seu cultivo é praticamente residual. Costuma considerar-se originária da Escandinávia ou aa Rússia.

## Nomes comuns
Dá ainda pelos seguintes nomes comuns: raba (não confundir com a Brassica napus, que consigo partilha este nome), couve-nabo, nabo-da-suécia, nabo-da-américa ou nabo-sueco.

## Taxonomia
A primeira menção escrita é do botânico sueco Gaspard Bauhin em 1620, na obra Prodromus, onde menciona que esta espécie medra de forma bravia na Suécia.
O nome científico Brassica napobrassica conjuga dois étimos latinos: 
- O nome genérico, brassica, que significa «couve»[8];
- O epíteto específico, napobrassica, que por seu turno, é a aglutinação do étimo napo[9] que significa «nabo» e brassica.

## Descrição
É rica em água e em fibra, com ação benéfica na regulação do trato gastrointestinal. É uma boa fonte de vitamina C, antioxidante que poderá ajudar na prevenção das alergias. É também rica em ferro.
A planta tem cerca de 25 cm de altura e cresce até aos 35 cm. A raiz tem 10 cm de comprimento e 9 cm de diâmetro, com exterior de franjas e polpa amarela ou branca. O sabor é moderadamente doce e assemelha-se ao do nabo, mas com sabor de couve. A aparência também é semelhante ao nabo, mas muda na cor da polpa e a raiz é mais inclinada, com mais brotos, colhendo quando atingem um tamanho maior. Ao contrário do nabo, tem as folhas mais macias e cerosas.

## História
Em finais do século XVII foi introduzida na Inglaterra e França e nalgumas partes dos Estados Unidos, há referências ao seu cultivo que datam já de 1817.

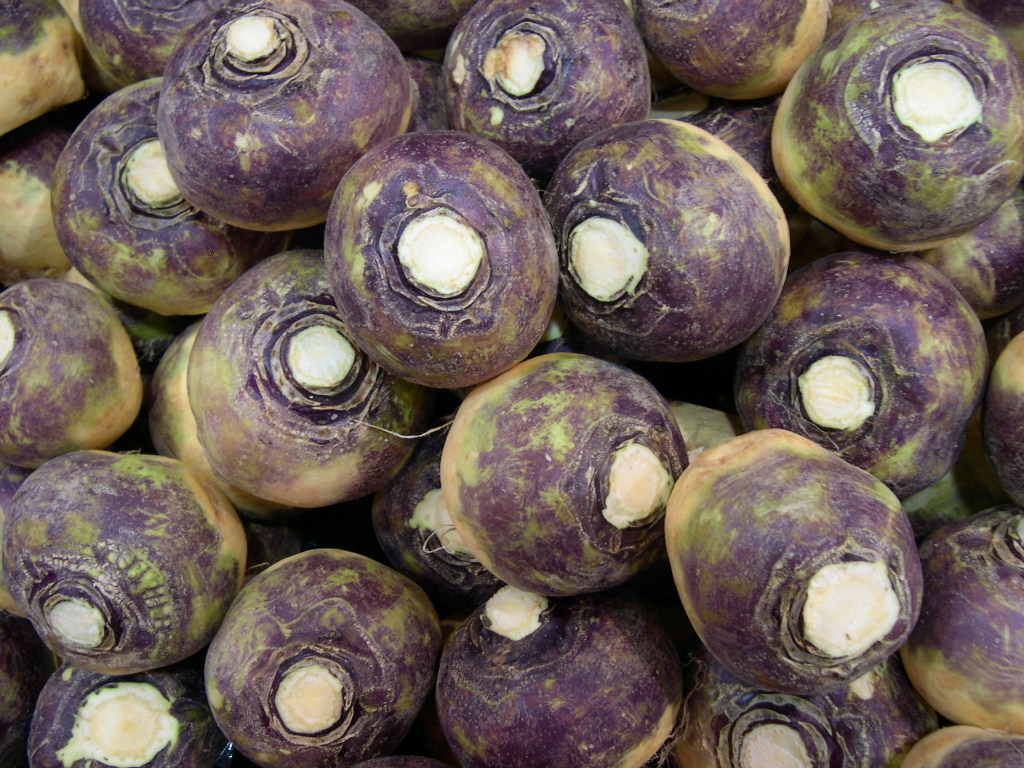
Colheita de rutabagas na Suécia

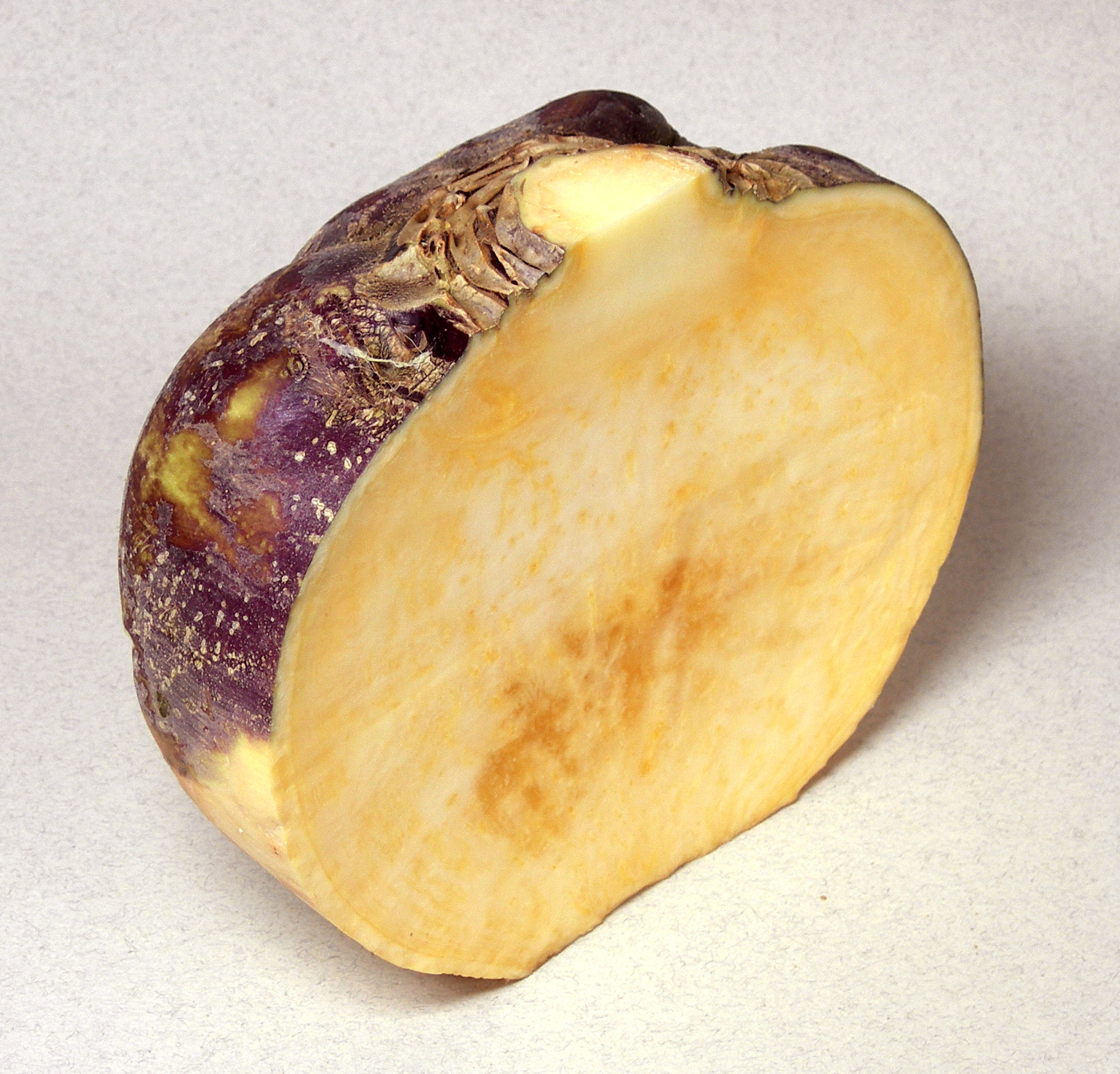
Corte da raiz